# Chiapasi ökörszem
A chiapasi ökörszem (Campylorhynchus chiapensis) a madarak osztályának verébalakúak (Passeriformes)  rendjébe és az ökörszemfélék (Troglodytidae) családjába tartozó faj.

## Rendszerezése
A fajt Osbert Salvin és Frederick DuCane Godman írták le 1891-ben.

## Előfordulása
Mexikóban, Chiapas államában és Guatemala területén honos. Természetes élőhelyei a szubtrópusi vagy trópusi síkvidéki esőerdők és cserjések, valamint másodlagos erdők. Állandó, nem vonuló faj.

## Megjelenése
Testhossza 22 centiméter.

## Természetvédelmi helyzete
Az elterjedési területe kicsi, egyedszáma 20 000-49 999 példány közötti és növekszik. A Természetvédelmi Világszövetség Vörös listáján nem fenyegetett fajként szerepel.